# MBT LAW
MBT LAW (Main Battle Tank and Light Armour Weapon) – współczesna ręczna jednostrzałowa wyrzutnia przeciwpancernych pocisków kierowanych krótkiego zasięgu typu fire and forget, produkowana przez szwedzkie przedsiębiorstwo Saab Bofors Dynamics.
Broń została zamówiona przez siły zbrojne Szwecji, Finlandii i Wielkiej Brytanii (jako NLAW – Next Generation Light Anti-Tank Weapon). Pierwsze egzemplarze trafiły do służby w połowie 2009 roku.